# Yard lines
Yard lines, linie jardów – pojęcie w futbolu amerykańskim określające szereg linii równoległych do linii punktowych, naniesionych co 5 jardów.
Linie jardów pomagają w określeniu odległości danego miejsca na boisku od najbliższego pola punktowego. Co 10 jardów linie te numeruje się tak, by wskazywały odległość do najbliższej linii punktowej. Środek boiska przecina linia 50 jardów.
Dokładniejsze odległości na boisku wskazują rzędy linii kreskowych.